# Marinha Cubana
A Marinha Revolucionária Cubana, oficialmente Marinha de Guerra Revolucionária (em castelhano: Marina de Guerra Revolucionaria) é a marinha de Cuba.

## História
A Marinha Constitucional de Cuba foi a marinha de Cuba que existiu até 1959. Durante a Segunda Guerra Mundial, afundou o submarino alemão U-176 em 15 de maio de 1943.

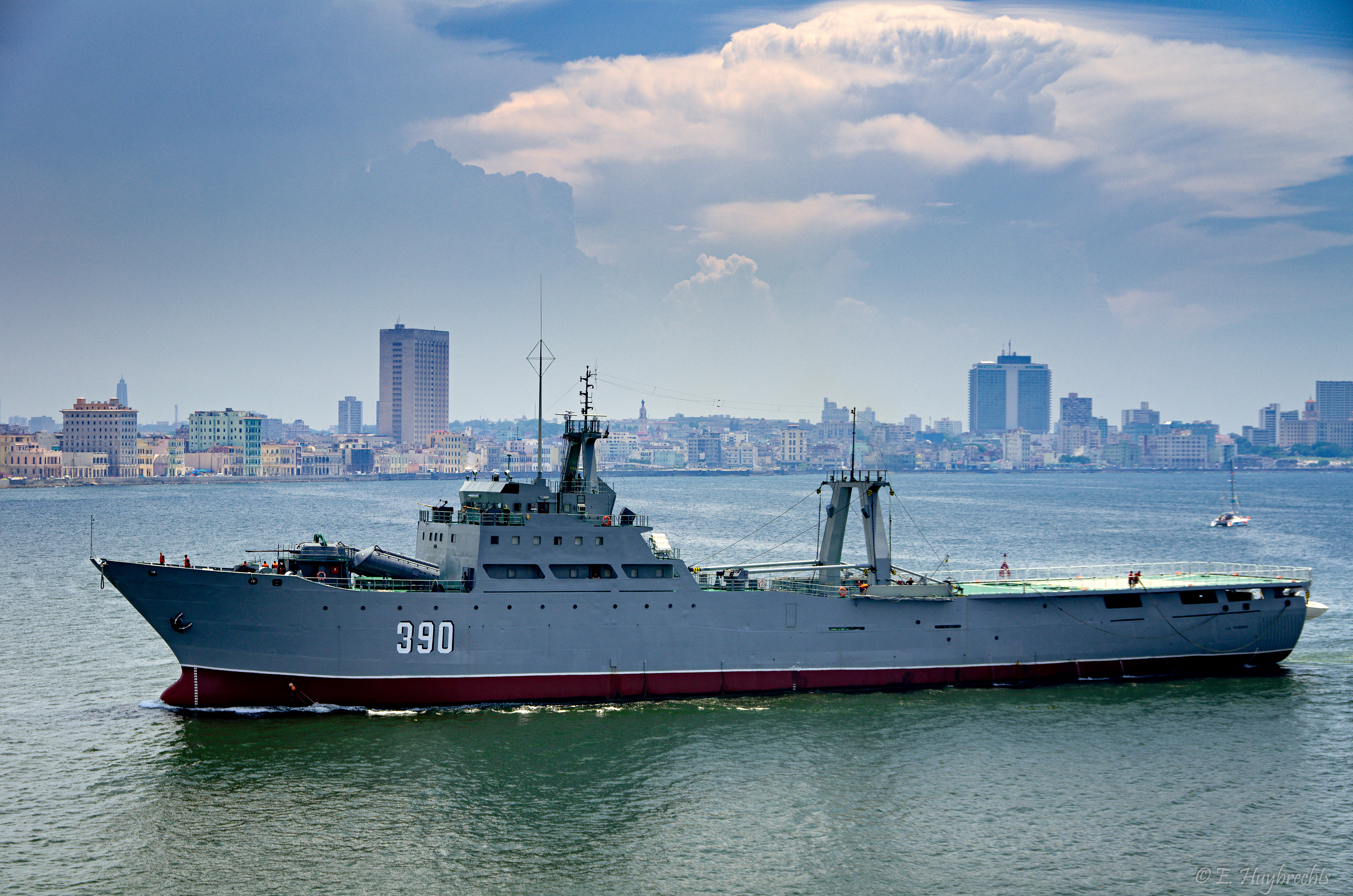
O navio patrulha porta-helicóptero Rio Damuji n° 390 em Havana, em julho de 2011.

Durante a Guerra Fria, a Marinha Cubana capturou com sucesso os cargueiros Leyla Express e Johnny Express, ambos navios acusados de atividades relacionadas à Agência Central de Inteligência (CIA) contra Cuba. Em 1988, a Marinha Cubana contava com 12.000 homens, três submarinos, duas fragatas modernas de mísseis guiados, um navio de inteligência e um grande número de navios-patrulha e caça-minas. Entretanto, a maioria dos navios de fabricação soviética foram desativados ou afundados para construir recifes. Em 2007, a Marinha Cubana foi avaliada como tendo 3.000 homens (incluindo mais de 550 soldados de infantaria) pelo IISS, com seis corvetas Osa-II e uma corveta da classe Pauk.
A Marinha Cubana também inclui um pequeno batalhão de fuzileiros navais chamado Desembarco de Granma, em homenagem ao desembarque do iate Granma por Fidel Castro e seus revolucionários em 2 de dezembro de 1956. Até a década de 1980, contava com 550 homens com limitada capacidade anfíbia, embora seu tamanho atual seja desconhecido. O seu uniforme era uma cópia do modelo soviético preto, com a camisa de listras azuis telnyashka - símbolo de elite - e a boina preta com sinal vermelho e âncora. As insígnias dos postos eram iguais às do exército, com exceção de oficiais de campanha e companhia, além de suboficiais, os quais usavam dragonas com tranças amarelas.

## A Marinha Cubana hoje

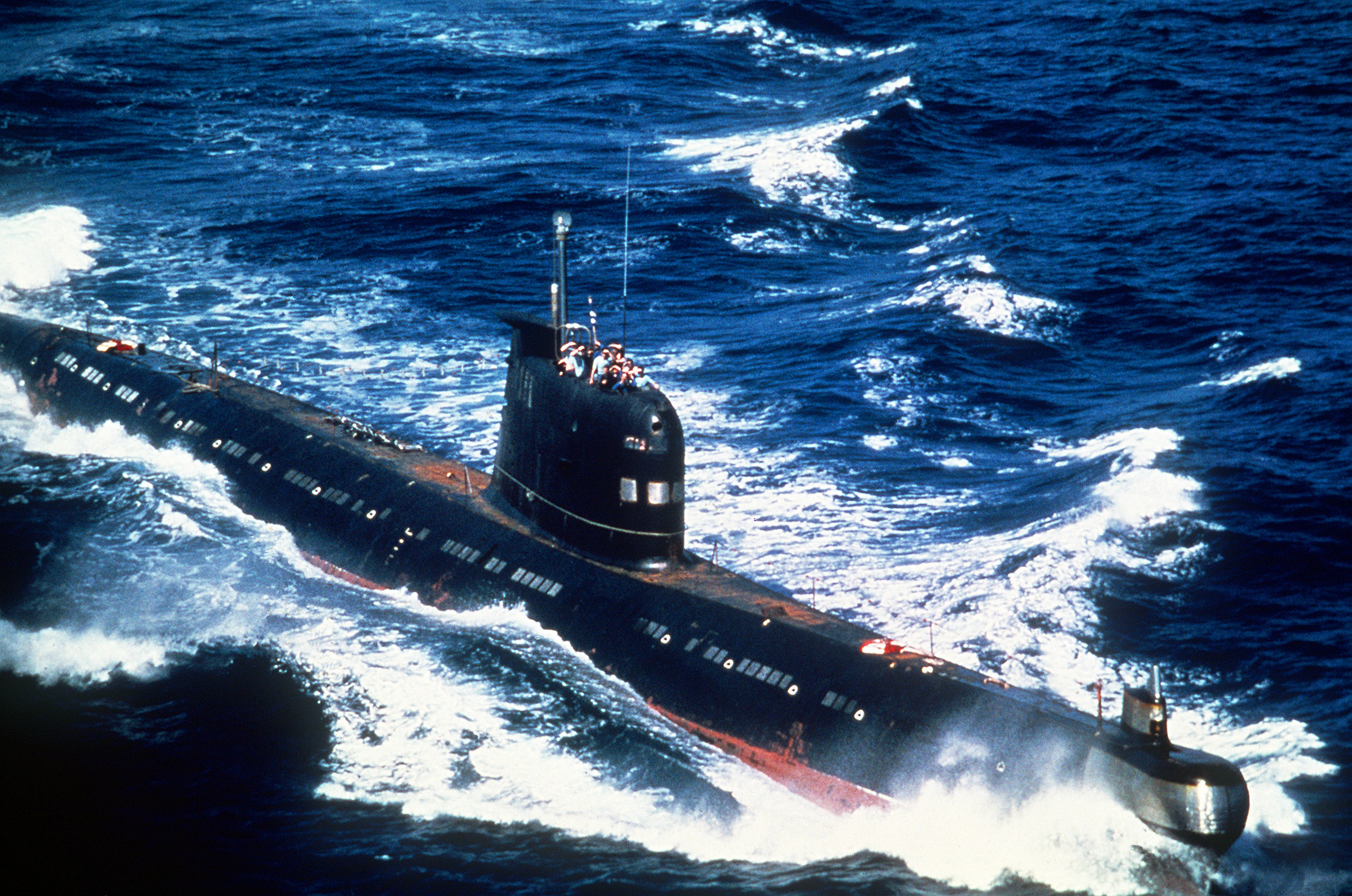
Um submarino da classe Foxtrot

Depois que os antigos submarinos soviéticos foram colocados fora de serviço, Cuba buscou ajuda na experiência da Coreia do Norte com minissubmarinos. Desertores norte-coreanos alegaram ter visto cubanos em meados ou no final da década de 1990 em uma base secreta de submarinos e, anos depois, apareceram em público uma única foto de um pequeno submarino nativo preto no porto de Havana. Há rumores de que ele será chamado de "Delfin" e será armado com dois torpedos. Apenas um único barco está em serviço e o projeto parece original, mesmo que influenciado pelos desenhos da Coreia do Norte e da União Soviética.
A Marinha Cubana reconstruiu um grande barco de pesca espanhol, o Rio Damuji. O BP-390 está agora armado com dois mísseis C-201W, um suporte duplo de canhão 57mm, dois suportes duplos de canhão 25mm e metralhadoras 14,5mm. Este navio é maior que a classe Koni e é usado como navio-patrulha de transporte de helicópteros. Uma segunda unidade - o BP-391 - foi convertida e entrou em serviço em 2016.
A Marinha Cubana opera hoje seus próprios sistemas de mísseis, o Bandera, fabricado em Cuba (uma cópia dos antigos mísseis soviéticos Styx, P-15 Termit), e os sistemas de mísseis anti-navio Remulgadas, bem como o lançador múltiplo de foguetes autopropulsado de defesa costeira Frontera, produzido nacionalmente. As principais ameaças à Marinha são o tráfico de drogas e a emigração ilegal. A posição geográfica do país e a presença naval limitada permitiram aos traficantes utilizarem as águas territoriais e o espaço aéreo cubanos.
A ala aérea da Marinha Cubana é uma operadora exclusiva de helicópteros anti-submarinos e está equipada com 2 helicópteros Mi-14 Haze, a versão naval do Mil Mi-8 Hip.

## Frota

### Atual

#### Equipamentos da frota
- 2 fragatas da classe Rio Damuji, 1 × canhão de 57mm, 2 mísseis superfície-superfície Styx, 1 × metralhadora 12,7mm, 2 × canhões automáticos de 25mm.
- 1 submarino da classe Delfin, possivelmente 2 lançadores de torpedos. Rumores derivados da Coréia do Norte de um submarino da classe Yugo.[10]
- 1 corveta de patrulha rápida classe Pauk II, costeira com 1 × canhão de 76mm, 4 tubos de torpedos antissubmarinos, 2 lançadores de foguetes antissubmarinos – 495 toneladas de carga total – comissionado em 1990.
- 6 antigos barcos de mísseis PFM da classe Osa II da União Soviética (FSU); 13 Tipo II transferidos.
- 3 caça-minas da classe Sonya da União Soviética (FSU); 4 transferidos.
- 5 caça-minas da classe Yevgenya da União Soviética (FSU); 11 transferidos.
- 1 Navio de coleta de informações.

#### Organização das forças terrestres
- 2 batalhões de assalto anfíbio.
- 1 regimento de artilharia de campanha de defesa costeira
- 1 regimento de artilharia de mísseis de defesa costeira
- 1 batalhão blindado leve (anfíbio)

#### Equipamentos para forças terrestres navais
- Obuseiro de 120mm.
- Obuseiro M-1931/3.
- Obuseiro M-46 de 130mm.
- Obuseiro M-1937 de 152mm.
- ≈10 sistemas de mísseis superfície-superfície SSC-3.
- 18–24 lançadores múltiplos de mísseis de superfície de defesa costeira Remulgadas.
- 20 lançadores múltiplos de mísseis de superfície de defesa costeira Bandera.
- 12 lançadores múltiplos de foguetes de defesa costeira RBU-6000 Frontera.
- 18–22 tanques leves PT-76.

#### Aeronaves de aviação naval
| Aeronave  | Origem | Tipo | Quantidade |
| --------- | ------ | ---- | ---------- |
| Mil Mi-14 | URSS   | ASW  | 2          |

Os guardas de fronteira têm: 2 barcos patrulha da classe Stenka e, em 2007, aproximadamente uma dúzia, em vez de 30/48, barcos patrulha Zhuk. Cuba fabrica aeronaves de patrulha Zhuk e algumas são vistas com um SPG-9 montado na frente dos dois canhões de 30mm.

### Histórico
- 1 submarina da classe Foxtrot com tubos de torpedo de 533mm e 406mm (não operacional); 3 transferidos.
- 3 corvetas soviéticas da classe Koni com 2 lançadores de foguetes anti-submarinos (não operacionais); 3 transferidos.
- 4 barcos de mísseis soviéticos da classe Osa I/II com 4 mísseis superfície-superfície SS-N-2 Styx ou mais.
- 1 corveta soviética de patrulha rápida da classe Pauk II, costeira com 2 lançadores de foguetes antissubmarinos, 4 tubos de torpedos antissubmarinos.
- 1 navio de desembarque médio soviético-polonês da classe Polnocny, capacidade para 180 soldados e 6 tanques (não operacional).

## Postos militares

### Postos de oficiais comissionados
A insígnia de patente dos oficiais comissionados.
| Grupo de patente | General / oficiais de bandeira | General / oficiais de bandeira | General / oficiais de bandeira | General / oficiais de bandeira | General / oficiais de bandeira | General / oficiais de bandeira | General / oficiais de bandeira | General / oficiais de bandeira | General / oficiais de bandeira | General / oficiais de bandeira | Oficiais seniores  | Oficiais seniores | Oficiais seniores | Oficiais seniores   | Oficiais seniores   | Oficiais seniores   | Oficiais subalternos | Oficiais subalternos | Oficiais subalternos | Oficiais subalternos | Oficiais subalternos | Oficiais subalternos | Oficiais subalternos | Oficiais subalternos |
| ---------------- | ------------------------------ | ------------------------------ | ------------------------------ | ------------------------------ | ------------------------------ | ------------------------------ | ------------------------------ | ------------------------------ | ------------------------------ | ------------------------------ | ------------------ | ----------------- | ----------------- | ------------------- | ------------------- | ------------------- | -------------------- | -------------------- | -------------------- | -------------------- | -------------------- | -------------------- | -------------------- | -------------------- |
| Marinha Cubana · |                                |                                |                                |                                |                                |                                |                                |                                |                                |                                |                    |                   |                   |                     |                     |                     |                      |                      |                      |                      |                      |                      |                      |                      |
| Almirante        | Almirante                      | Vicealmirante                  | Vicealmirante                  | Contralmirante                 | Contralmirante                 | Capitán de flotilla            | Capitán de navío               | Capitán de fragata             | Capitán de fragata             | Capitán de corbeta             | Capitán de corbeta | Teniente de navío | Teniente de navío | Teniente de fragata | Teniente de fragata | Teniente de corbeta | Teniente de corbeta  | Alférez              | Alférez              |                      |                      |                      |                      |                      |

### Outros postos
As insígnias de posto de suboficiais e praças.
| Grupo de patente | Suboficiais seniores | Suboficiais seniores | Suboficiais seniores | Suboficiais seniores | Suboficiais seniores | Suboficiais seniores | Suboficiais seniores | Suboficiais seniores | Suboficiais seniores | Suboficiais seniores | Suboficiais seniores | Suboficiais seniores | Suboficiais seniores | Suboficiais seniores | Suboficiais seniores | Suboficiais seniores | Suboficiais seniores | Suboficiais seniores | Suboficiais seniores | Suboficiais seniores | Suboficiais seniores | Suboficiais seniores | Suboficiais subalternos | Suboficiais subalternos | Suboficiais subalternos | Suboficiais subalternos | Suboficiais subalternos | Suboficiais subalternos | Alistados           | Alistados           | Alistados    | Alistados    | Alistados    | Alistados    | Alistados    | Alistados    |
| ---------------- | -------------------- | -------------------- | -------------------- | -------------------- | -------------------- | -------------------- | -------------------- | -------------------- | -------------------- | -------------------- | -------------------- | -------------------- | -------------------- | -------------------- | -------------------- | -------------------- | -------------------- | -------------------- | -------------------- | -------------------- | -------------------- | -------------------- | ----------------------- | ----------------------- | ----------------------- | ----------------------- | ----------------------- | ----------------------- | ------------------- | ------------------- | ------------ | ------------ | ------------ | ------------ | ------------ | ------------ |
| Marinha Cubana · |                      |                      |                      |                      |                      |                      |                      |                      |                      |                      |                      |                      |                      |                      |                      |                      |                      |                      |                      |                      |                      |                      |                         |                         |                         |                         |                         |                         | Sem insígnia        | Sem insígnia        | Sem insígnia | Sem insígnia | Sem insígnia | Sem insígnia | Sem insígnia | Sem insígnia |
| Marinha Cubana · | Suboficial mayor     | Suboficial mayor     | Primer suboficial    | Primer suboficial    | Segundo suboficial   | Segundo suboficial   | Suboficial           | Suboficial           | Sargento primero     | Sargento primero     | Sargento de segunda  | Sargento de segunda  | Sargento de segunda  | Sargento de segunda  | Sargento de segunda  | Sargento de segunda  | Sargento de tercera  | Sargento de tercera  | Sargento de tercera  | Sargento de tercera  | Sargento de tercera  | Sargento de tercera  | Cabo                    | Cabo                    | Marinero de primera     | Marinero de primera     | Marinero de primera     | Marinero de primera     | Marinero de primera | Marinero de primera | Marinero     | Marinero     |              |              |              |              |